# Philothermopsis alienigenus
Philothermopsis alienigenus là một loài bọ cánh cứng trong họ Cerylonidae. Loài này được Blackburn miêu tả khoa học năm 1903.